# Bondie Dietaiuti
Bondie Dietaiuti (fl. XIII secolo) è stato un poeta italiano.
Fu influenzato dai trovatori occitani ed è noto per le sue immagini animali, compresa una traduzione su un'allodola intitolata Can vei la lauzeta mover. A sua volta, si è suggerito che possa aver influenzato Dante. Uno dei suoi sonetti, Quando l'aira rischiara e rinserena, fu incluso nella Storia della letteratura italiana di Francesco de Sanctis. Una sua canzone, invece, Amor quando mi membra, è stata messa in musica da Franco Battiato nella canzone Medievale, contenuta nell'album Fleurs del 1999.
È noto anche per la sospetta relazione (fisica o unicamente poetica cha sia) avuta con il poeta Brunetto Latini, maestro di Dante. Nonostante diversi rifiutano l'ipotesi, è difficile che ci siano dubbi, soprattutto dopo la scoperta, negli ultimi anni, di una poesia d'amore, “S'eo son distretto”, che Latini inviò al poeta, ricevendo una risposta da Bondie.